# Rudakowo
Rudakowo (biał. Рудакова; ros. Рудаково) – wieś na Białorusi, w obwodzie witebskim, w rejonie głębockim, w sielsowiecie Koroby.

## Historia
W czasach zaborów wieś leżała w gminie Norzyca, w powiecie wilejskim w guberni wileńskiej Imperium Rosyjskiego.
W dwudziestoleciu międzywojennym wieś leżała w Polsce, w województwie wileńskim, w powiecie duniłowickim (od 1926 postawskim), w gminie Norzyca.
Według Powszechnego Spisu Ludności z 1921 roku zamieszkiwały tu 44 osoby, 8 było wyznania rzymskokatolickiego a 36 prawosławnego. Jednocześnie 8 mieszkańców zadeklarowało polską przynależność narodową, 29 białoruską a 7 inną. Było tu 6 budynków mieszkalnych. W 1931 w 6 domach zamieszkiwało 57 osób.
W 1938 roku miejscowość należała do gromady Wierecieje gminy Norzyca.
Po agresji ZSRR na Polskę w 1939 roku wieś znalazła się w granicach BSRR. W latach 1941–1944 była pod okupacją niemiecką. Następnie leżała w BSRR. Od 1991 roku w Republice Białorusi.
Do 1960 miejscowość wchodziła w skład sielsowietu Łasica